# شدوکسهرست
شدوکسهرست (به انگلیسی: Shadoxhurst) یک روستا و محله مدنی در بریتانیا است که در Ashford واقع شده‌است. شدوکسهرست ۸٫۰۲ کیلومتر مربع مساحت و ۱٬۲۱۶ نفر جمعیت دارد.